# 塞爾達爾·厄茲坎
塞爾達爾·厄茲坎（Serdar Özkan，1987年1月1日—）是一名土耳其足球运动员。他出生于迪兹杰，目前在为加拉塔沙雷體育會效忠。

## 体育生涯

### 俱乐部生涯
塞爾達爾·厄茲坎16岁时被收纳入贝西克塔斯体操俱乐部的少年队。当时的教练米尔切·卢塞斯库很看重他。虽然他当时没有任何职业运动员的经验，卢塞斯库带他去瑞士进行训练并提名他参加欧洲冠军联赛的比赛。卢塞斯库离开贝西科塔斯后塞爾達爾·厄茲坎比较少为人见。2004年和05年赛季他被借给伊斯坦布尔的一个乙级队，此后他到锡巴特士邦待了一年。2006年和07年赛季他回到贝西克塔斯。让·蒂加纳很看重他，这是他显示自己身手的机会。虽然如此他还是被借给了萨姆士邦。
在2008年/09年赛季中塞爾達爾·厄茲坎随贝西克塔斯成为土耳其冠军和锦标赛冠军。2009年/10年赛季末他的合同没有被延长，因此他转到加拉塔沙雷體育會。

### 国家队
在2008年欧洲足球锦标赛外围赛中塞爾達爾·厄茲坎首次参加土耳其國家足球隊与匈牙利國家足球隊比赛。